# 物質の状態
物質の状態（ぶっしつのじょうたい、英語: state of matter）は、相の違いにより区別される物質の状態である。
歴史的には、物質の状態は巨視的な性質により区別されていた。すなわち、固体は決まった体積と形を持つ。液体は決まった体積を持つが、形は決まっていない。気体は体積も形も決まっていない。近年では、物質の状態は分子間相互作用によって区別されている。すなわち、固体は分子間の相互配置が決まっており、液体では近接分子は接触しているが相互配置は決まっていないのに対し、気体では分子はかなり離れていて、分子間相互作用はそれぞれの運動にほとんど影響を及ぼしていない。また、プラズマは高度にイオン化した気体で、高温下で生じる。イオンの引力、斥力による分子間相互作用によりこのような状態を生じるため、プラズマは「第四の状態」と呼ばれる。
分子以外から構成される物質や別の力で組織される物質の状態も、ある種の「物質の状態」だと考えられる。フェルミ凝縮やクォークグルーオンプラズマ等が例として挙げられる。
また、物質の状態は相転移からも定義される。相転移は物質の性質の突然の変化から構造の変化を示すものである。この定義では、物質の状態とは他とは異なった熱力学的状態のことである。水はいくつかの異なった固体の状態を持つといえる。また、超伝導の出現は相転移と関連していて、「超伝導状態」という状態がある。液晶や強磁性が相転移により特別の性質を持つのと同様である。

相転移のダイアグラム

## 三態
固体、液体、気体という古典的な三つの状態はまとめて物質の三態（さんたい）、三相（さんそう）とよばれる。三態が共存する点を三重点という。水の三重点は温度の基準となっている。
三態の間での変化を以下のように呼ぶ。
- 固体から液体への変化　融解 - 物性値：融点、凝固点
- 固体から気体への変化　昇華・気化
- 液体から固体への変化　凝固・固化
- 液体から気体への変化　蒸発・気化 - 物性値：沸点
- 気体から固体への変化　凝華・昇華
- 気体から液体への変化　凝縮・液化・凝結・結露

### 固体
イオン、原子、分子などの粒子は密に詰まっている。粒子間に働く力は、粒子が振動する以外は自由に動けない状態にするのに十分強い。結果として、固体は安定で、定まった形と体積を持つ。ミクロに見れば、物質を構成する原子や分子がその平均位置をほとんど変えない状態である。固体が力によって形を変える時には、壊れたり切れたりする。力学的に言えば、一定の剛性率を持ち、体積圧縮率は小さい。
結晶では、粒子は一定の三次元構造をとって配列している。多くの異なった結晶構造が存在し、1つの物質が2つ以上の異なった結晶構造をとることもある。例えば、鉄は912℃以下では体心立方格子構造をとるが、912℃から1394℃では面心立方格子構造をとる。氷には、温度や圧力によって15の異なった結晶形が知られている。

### 液体
温度と圧力が一定なら、体積は一定である。固体が融点以上まで加熱されると、液体に変化する。分子間力は残ったままであるが、分子は互いに影響しあったまま動くのに十分なエネルギーを持ち、構造は変わる。これは、液体の形は一定ではなく容器に応じて変わるということを意味している。ミクロに見れば、物質を構成する原子や分子の相対位置は自由に変化できるが、原子や分子の間の距離はほとんど変化できない状態である。力学的に言えば、剛性率は零だが体積圧縮率は固体と同程度に小さい。体積は通常は固体状態よりも大きいが、この著名な例外として水がある。ある液体が存在しうる最も高い温度を臨界温度という。

### 気体
気体中の分子は高いエネルギーを持ち、分子間力の影響は小さい（理想気体では零）。分子はそれぞれ遠く離れて高速で移動している。気体は定まった形や体積を持たず、容器に応じて変わる。容器や力場がなければ体積が無限に膨張できる。ミクロに見れば、物質を構成する原子や分子の間の相互作用がほとんどなく、互いの位置も距離も自由に変化できる状態である。液体を沸点以上の温度に加熱するか、温度を一定にして圧力を下げると気体に変化する。
臨界温度以下の温度では、気体は蒸気とも呼ばれ、温度を下げずに圧力をかけても液体になる。気体の圧力が液体（または固体）の蒸気圧と等しくなる時には、蒸気は液体（または固体）と平衡状態を保って存在する。
超臨界流体は、温度と圧力がそれぞれ臨界温度と臨界圧力以上である気体である。物理的には気体の性質を持つが、高い密度により溶媒の性質を示し、便利な応用が可能である。例えば、超臨界二酸化炭素はデカフェコーヒーの製造の際にカフェインを抽出するのに用いられる。

## 通常温度でのその他の状態

### 液晶
液晶は液体と固体の中間の性質を持つ。例えば、ネマティック相はパラアゾキシアニソールのような長い棍棒状の分子からなり、118度から136度でネマティックの性質を示す。この状態では、分子は液体のように流動するが、全ての方向が揃っていて自由な回転ができない。
その他の種類の液晶もあり、液晶ディスプレイのような技術にとって重要なものもある。
柔軟性結晶は液晶とはまた異なる液体と固体の中間状態である。

### アモルファス
非結晶性のアモルファスは、液体のような乱雑な構造を持つ。しかし分子は比較的固定されているため、通常は固体に分類される。有名な例としては、ガラス、ゴム状態（合成ゴムなど）、ポリスチレンやその他のポリマー等が挙げられる。多くのアモルファスはガラス転移温度以上になると軟化し、液体状になる。
ある種の液体は非ニュートン流体であり、せん断応力に依存して粘度が決まるため、一定の流れの条件の下ではアモルファス固体となる。簡単に説明する例は、コーンスターチの懸濁液であり、これは止まっている時には液体だが、突然力が働くと固体のように振舞う。この性質はダイラタンシーと呼ばれる。一方、ペンキ等のように、チキソトロピーとして知られる全く逆の効果を示す懸濁液もある。

### 磁気的に秩序化した状態
遷移金属の原子は非共有電子対の電子のスピンのためにしばしば磁気モーメントを持つ。ある種の固体では、異なる原子の磁気モーメントが揃うことによって強磁性を作ったり反強磁性を作ったりする。例えば鉄のような強磁性体では、磁性ドメインの中の原子の磁気モーメントは同じ方向に配向している。ドメインごとの配向も揃っている場合、外部の磁場が存在しなくても磁石の性質を示す永久磁石となる。磁化は、磁石がキュリー温度（鉄の場合、768度）まで熱せられると消失する。
反強磁性体は、同じ強さで反対向きの2つの磁気モーメントを持ち、互いに打ち消しあっている。例えば、酸化ニッケル(II)ではニッケル原子のちょうど半分ずつが反対向きの磁気モーメントを持っている。
フェリ磁性では、反対向きの2つの磁気モーメントを持つが、それらの強さが異なるために完全には打ち消しあわず、全体として磁性を持つ。例としては、異なった強さの磁気モーメントを持つFe2+イオンとFe3+イオンを含む磁鉄鉱がある。

## 低温での状態

### 超伝導
超伝導体は、電気抵抗が0であり、完全な導電性を持った物質である。これらは磁場も完全に排除するため、マイスナー効果や反磁性のような現象を起こす。超伝導電磁石は核磁気共鳴画像法に用いられている。
超伝導現象は1911年に発見され、その後75年間は30K以下のいくつかの金属や合金のみでしか知られていなかった。1986年にある種の酸化セラミックでいわゆる高温超伝導が発見され、現在では164Kで超伝導を示す物質まで見つかっている。

### 超流動
0Kに近くなると、ある種の液体は粘度が0になり完全な流動性を示すようになる
。この現象は1937年に2.17Kのヘリウムで発見された。この状態では、液体が容器の壁を昇ろうとする現象が観測される。また、完全な熱伝導性も持つため、超流動体の中には温度勾配がない。
これらの性質は、超流動状態のヘリウム4がボース＝アインシュタイン凝縮状態になるという理論によって説明される。また近年では、ヘリウム3やリチウム6は低温でフェルミ凝縮状態の超流動になることが分かっている。

### ボース＝アインシュタイン凝縮
1924年、アルベルト・アインシュタインとサティエンドラ・ボースは、しばしば「第五の状態」とも言われる、ボース＝アインシュタイン凝縮の存在を予言した。前述のように、超流動状態のヘリウム4が例として挙げられる。
気体原子でのボース＝アインシュタイン凝縮は、長い間証明されなかったが、1995年についにヴォルフガング・ケターレらが実験的に作り出すことに成功した。ボース＝アインシュタイン凝縮は、原子が絶対零度に近く、ほぼ同じ量子準位をとる時に生じる。
フェルミ凝縮はボース＝アインシュタイン凝縮に類似した状態であるが、ボース粒子ではなくフェルミ粒子においておこる。パウリの排他律によりフェルミ粒子では同じ量子状態になることは妨げられるが、2つのフェルミ粒子が対になることによりボース粒子のように振る舞い、対になったフェルミ粒子は制約を受けることなく同じ量子状態を取り得る。

### 量子ホール状態
量子ホール状態とは、低温・強磁場下でホール効果に量子化が加わり、ホール伝導率が {\displaystyle e^{2}/h} の整数倍となっている状態のことである。
量子スピンホール状態は量子ホール状態の派生の一つである。低エネルギー消費、低発熱により電子デバイス開発に応用が期待されている相。2007年に実在が報告された。

## 高エネルギーでの状態

### プラズマ
プラズマは、気体が数千度になると生じる。雷による大気のプラズマ化や恒星等が例として挙げられる。
気体が熱せられると、電子が原子から離れ始め、原子の束縛を受けない自由電子が発生する。自由電子のために導電性が高まり、強い電磁場を持つようになる。恒星の中のように極めて高い温度では、ほぼ全ての電子が自由電子となっており、高いエネルギーを持ったプラズマがむき出しのまま電子の海の間を泳いでいる様子が推測される。プラズマは宇宙で最も豊富に存在する状態だと信じられている。
プラズマはイオンの多い気体だと考えることもできるが、イオン間に働く強い力によってかなり異なった性質を持つため、通常は気体とは別の状態だと見なされる。

### クォークグルーオンプラズマ
クォークグルーオンプラズマは、欧州原子核研究機構で2000年に見つかった状態である。この中では、通常は陽子や中性子を構成しているクォークが自由になり、個別に観測される。この状態により、科学者は理論ではなく実際に個々のクォークの性質を観測できるようになった。

## その他の状態

### 流体
流体は、その形が自由に変わり流動できる状態である。三態に入る概念ではないが、固体と対立する状態であり、液体と気体は流体である。流体の変形や運動については流体力学で取り扱われる。前述のプラズマも流体である。
粘弾性体はある程度の弾性と流動性を併せ持つ状態である。弾性流体ともいい、その力学はレオロジーで取り扱われる。

### フェルミ縮退
極めて高い圧力下では、通常の物質は縮退と総称される特別な状態となる。このような超高圧状態は、白色矮星や中性子星等の原子核合成燃料を使い果たした恒星の内部に存在すると信じられているため、天体物理学的な興味が持たれている。
電子縮退は白色矮星の地殻でみられる状態である。電子は原子に束縛されているものの、隣接した原子へも移動することができる。一方中性子縮退は中性子星でみられる状態である。巨大な重力による圧力で原子が圧縮され、電子が電子捕獲によって陽子と結合し、中性子の超高密度の塊となっている。（通常では原子核外にある自由中性子は 15 分未満の半減期で崩壊するが、中性子星では他の要因により中性子が安定となっている。）

### 超固体
超固体 (Supersolid) は、超流動の性質を持つ特殊な固体である。超固体は固体であるが、多くの特殊な性質を示すため、別の状態であると言われている。

### 超ガラス
超ガラス (Superglass) は、超流動と凍結アモルファス構造の特徴を同時に持つ物質の相である。

### String-net liquid
通常の固体では、電子のスピンは周囲の電子のスピンと逆向きである。しかし、String-net liquid中では、隣り合った電子が同じ向きのスピンを持つことがありうる。このことによって、様々な奇妙な性質を持つ。

### リュードベリ状態
非理想的なプラズマの準安定状態の1つにリュードベリ状態があり、凝縮した励起原子からなる。これらの原子は、一定の温度に達するとイオンや電子になる。

### ストレンジ物質
ストレンジ物質 (Strange matter) は、クォーク物質 (Quark matter) としても知られ、大きな中性子星の内部で実現していると考えられる状態である。一度形成されると、低エネルギー状態でも安定だと考えられる。

### 重力の特異点
重力の特異点は一般相対性理論によりブラックホールの内部にあると予言されているが、これは物質の相ではない。重力の特異点は物質ではなく、現在知られている物理法則が成り立たなくなる領域である。